# Calanthe striata
Calanthe striata  es una especie de orquídea de hábito terrestre originaria  de Asia. 

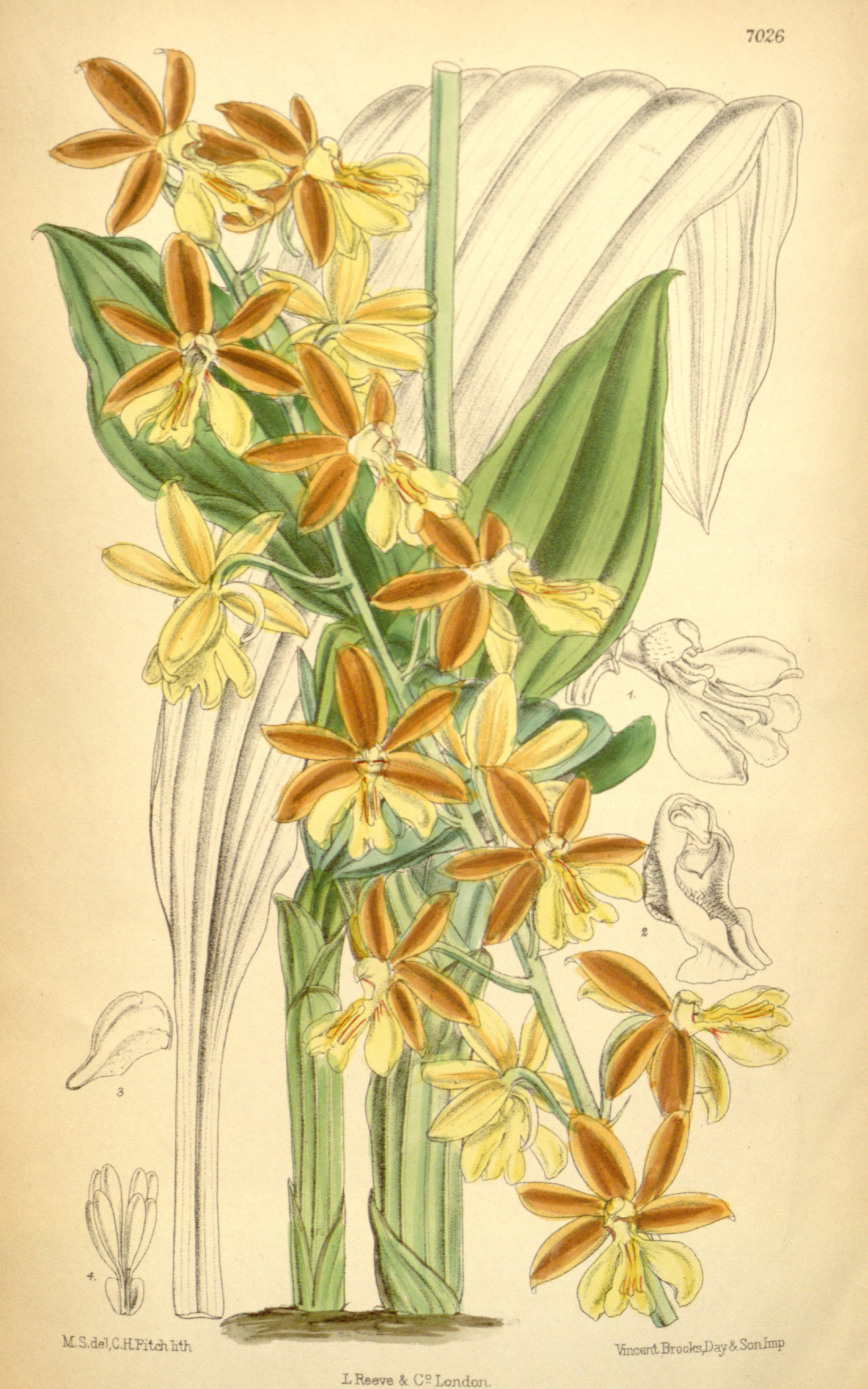
Ilustración

## Descripción
Es una orquídea de tamaño mediano, con creciente hábito terrestre con un pseudobulbo fusiforme envuelto por vainas de las hojas y hojas, plegadas y agudas. Florece en la primavera en una inflorescencia de 45 cm  de largo, terminal,  racemosa que lleva varias flores perfumadas con aroma a cítricos.

## Distribución y hábitat
Se encuentra en Japón.  

## Taxonomía
Calanthe striata fue descrita por R.Br. ex Lindl. y publicado en Botanical Register; consisting of coloured . . . 7: 573. 1821.
Etimología
Ver: Calanthe
striata epíteto latíno que significa "estriada".
Sinonimia
- Calanthe bicolor Lindl.
- Calanthe citrina Scheidw.
- Calanthe discolor var. bicolor (Lindl.) Makino
- Calanthe discolor f. bicolor (Lindl.) M.Hiroe
- Calanthe discolor var. flava Yatabe
- Calanthe striata var. bicolor (Lindl.) Maxim.
- Calanthe striata var. unilamellata Finet
- Limodorum striatum Sw.
- Limodorum striatum Banks
- Spathoglottis unguiculata Benth. & Hook.f.[1][3][4]